# Gerald Goldberg
Pour les articles homonymes, voir Goldberg.
Gerald Yael Goldberg (né à  Cork en Irlande le 12 avril 1912 et mort à Cork le 31 décembre 2003) était un avocat et un homme politique qui devint le premier Lord-maire de Cork juif. Goldberg était le fils d'un réfugié juif lituanien qui fut débarqué à Cork avec d'autres Juifs auxquels on avait indiqué que « Cork  était la passerelle vers l'Amérique ».

## Une carrière d'avocat
Il fut éduqué dans deux institutions catholiques de Cork puis dans un pensionnat juif situé dans le Sussex en Angleterre. Il poursuivit ses études au University College Cork devenant président de la University Law Society. Il obtint une maîtrise en arts en 1968 et l'université décerna à son illustre diplômé un Doctorat honoris causa en droit en 1993.
Après avoir obtenu le titre de solliciteur en 1934, Goldberg fit carrière dans le droit criminel à Cork exerçant durant 63 ans. Il défendit notamment  Frank O'Connor, un écrivain de Cork en vue. Il devint le premier président juif du Barreau d'Irlande.
Durant la Seconde Guerre mondiale il mit en place un comité chargé d'aider les Juifs fuyant les persécutions nazies à trouver refuge en Irlande mais il se heurta à la résistance de plusieurs branches du Gouvernement, décidées à décourager l'immigration juive.

## Vie politique
Il fut élu au siège de conseiller municipal de la mairie de Cork sans étiquette en 1967 et brigua sans succès la mairie en 1970. Il accusa en 1974 Patrick Cooney, alors ministre de la Justice d'avoir fermé les yeux sur les actes de torture effectués sur ceux (principalement des républicains irlandais ainsi que d'autres activistes favorables à la violence politique) détenus au titre du Offences against the State Act de 1939
Goldberg fut l'un de ceux qui en 1970 condamnèrent les propos de Steve Coughlan alors maire de Limerick  qui dans un de ses discours faisait référence, en le justifiant, au pogrom de Limerick de 1904 qui avait forcé la famille de Goldberg à fuir Limerick pour Cork.
Goldberg avait auparavant participé à un symposium sur le pogrom de Limerick en 1965 qui  provoqua des réactions de mécontentement au sein de l'auditoire. Cependant ces réactions cessèrent lorsque l'on fit la lecture du premier sermon du père Creagh qui, de concert avec d'autres membres du clergé, y compris l'évêque local avait encouragé ses coreligionnaires à commettre le pogrom de 1904.

## Les dernières années
À la suite de l'intervention militaire israélienne au Liban de 1982 il reçut des menaces de mort et la synagogue de Cork fut incendiée. Il attribua ces faits à la partialité des médias dans leur description des évènements et envisagea de quitter l'Irlande, ce qu'il ne fit finalement pas.
En 1998 il prit position en faveur de Jean-Paul II lorsque celui-ci présenta ses excuses pour l'attitude du Vatican durant la Seconde Guerre mondiale à la différence de plusieurs personnalités juives telles le grand-rabbin d'Israël Yisrael Meir Lau qui les jugeaient trop tièdes. Goldberg commentant les propos du Pape concernant sa crainte des conséquences d'une excommunication des Nazis pour leurs persécutions déclara : « Ces faits doivent avoir une conclusion, nous devons les laisser derrière nous. Aurait-il put dire quelque chose de plus »?